# Джон Роджерс Коммонс
Джон Роджерс Коммонс (англ. John Rogers Commons; 13 жовтня 1862, Холландсберг, Огайо — 11 травня 1945, Форт-Лодердейл, Флорида) — американський економіст, джорджист, прогресивіст, викладач трудової історії в університеті Вісконсин-Медісон, один із основоположників інституціональної економіки.

## Біографія
Джон Р. Коммонс народився 13 жовтня 1862 року в Холлансбурзі, штат Огайо. Його батько був підприємцем і кілька разів продавав свій бізнес, а мати утримувала пансіон. Джон мав релігійне виховання, що привело до його обрання радником соціального правосуддя в юні роки. В 1888-90 рр. навчався в університеті Джона Гопкінса у Вашингтоні. Коммонс був бідним студентом і страждав від психічних захворювань під час навчання.  Йому було дозволено закінчити навчання раніше через потенціал у його інтенсивній рішучості та цікавості. Ступінь доктора отримав у 1915 р. Професор кількох американських університетів, працював у промислових комісіях штатів, підготував один із перших у США закон штату про страхування від безробіття. У 1917 р. обраний президентом Американської економічної асоціації. Очолював авторські колективи 10-ти томної праці "Документована історія промислового суспільства"(1910 -11) та "Історії робітничого класу в США" (1918-35).

## Наукові погляди
Досвід викладацької та практичної роботи Коммонс використав для розробки власної оригінальної системи, в основі якої - колективні дії, спрямовані на контроль індивідуальних дій. Він розглядав колективні дії колективних інститутів - виробничих корпорацій, асоціацій підприємців, торговельних об'єднань, сім'ї, профспілок, держави та ін. Всі економічні явища у Коммонса є своєрідними економічними угодами. 
У побудові своєї економічної системи він спирався передусім на соціальну психологію і право, досліджував поняття волі, що є основою колективних дій. Коммонс розробив "вольову" психологію переговорів, у якій важливу роль відіграє ідея згоди. Переговори, які вчений розумів як процес налагодження різних економічних відносин між людьми, зумовлюють укладення угоди. Економічні категорії - це юридичні відносини, які виникають з приводу цих категорій. Він розглядав три види власності: речову, неречову ( борги, боргові зобов'язання) і "невідчутну" (цінні папери). Історичний аналіз угод і правил економічної поведінки ґрунтувався  на аналізі судових рішень трьох століть і дав підставу Коммонсу сформулювати висновок про те, що вирішального значення набуває "невідчутна" власність.   
Вартість Коммонс розглядав як угоду, а величину вартості пов'язував з юридичною процедурою з приводу угоди між групами людей на ринку, де й встановлюється "розумна вартість". Він виділяв три типи угод: ринкові (відносини покупця і продавця, потенційного покупця і потенційного продавця, а також суд); адміністративні (відносини керівників і підлеглих); розподільчі (рішення правління корпорацій, оподаткування, бюджетне регулювання цін). За допомогою юридичного регулювання угод можуть бути усунуті внутрішні суперечності економічної системи. Коммонс наголошував на тому, що "розумна" вартість встановлюється Верховним судом, який є першою кафедрою політекономії США. Оцінюючи природу угоди, суди повинні враховувати такі економічні чинники як передачу власності, грошову ціну, зобов'язання, яке належить виконати, і платіж. Припустивши, що суди беруть участь в угодах, Коммонс неодмінно повинен був увести в свій аналіз державну владу, яку розглядав як певну матеріальну силу, що забезпечує виконання людьми раніше прийнятих зобов'язань. Коммонс досліджував три головні елементи державної влади: виконавчий, законодавчий і судовий, надаючи  вирішального значення   в економічних відносинах судовому, бо саме суди - завершальна арена битв, де визначається вартість. Державна влада в західному світі розвивалась у демократичних традиціях, що якнайбільше сприяло суспільному благу. Він не заперечував можливість захоплення певними групами контролю над державою, проте боротьба за цей контроль - не класова боротьба в Марксовому розумінні. Коммонс вважав, що система пропорційного представництва в парламенті здатна її нейтралізувати. Визнаючи наявність конфліктів у суспільстві, він не відкидав ідею про перемогу "розумної" вартості й мирних відносин між людьми.   
В останній праці "Економіка колективних дій"  Коммонс досліджує принципи економічної поведінки: продуктивність, рідкісність, оцінку майбутніх благ. Продуктивність пов'язується зі споживною вартістю, яку дослідник вважав, по суті, технічним поняттям. Їй відповідає адміністративний тип угод. Проте економічна наука, на думку Коммонса, не може розглядати проблему вартості без урахування рідкісності. Отже, вартість - не тільки юридична угода, вона залежить і від рідкісності блага, величини його запасу. Характеризуючи оцінку майбутніх благ, Коммонс вважав, що вартість є сучасною оцінкою майбутнього чистого доходу. До "майбутніх благ" він зараховує боргові зобов'язання і кредит, а всю економічну поведінку трактує як рух боргів і обмін боргових зобов'язань. Аналізуючи вартість, Коммонс враховував і корисність, проте, на відміну від маржиналістів, головну увагу звертав не просто на корисність,а на оцінку майбутньої корисності. Вартість, на його думку, повинна охоплювати і витрати, проте їх він розумів як психологічну внутрішню протидію стимулам до дії. Якщо трактувати витрати з такої позиції, то розкривається справжня психологічна основа вартості, причому з цієї протидії і виникає "розумна" вартість. Звідси політекономія, за Коммонсом, - наука про процеси, які зумовлюють встановлення "розумної" вартості, наука про людську культуру; її головне поняття - угоди, в яких суспільні оцінки вартості благ є засобом забезпечення стабільності суспільства.    

## Основні праці
- "Розподіл багатства" (The Distribution of Wealth, 1893)
- "Правові основи капіталізму" (Legal Foundations of Capitalism, 1924)
- "Інституціональна економіка" (Institutional Economics, 1934)
- "Економіка колективних дій" ( опублікована посмертно, 1950)